# Birch Hills
Birch Hills es un pueblo canadiense situado en la provincia de Saskatchewan.

## Superficie
Birch Hills tiene una superficie de 2,39 km².

## Demografía
En 2021, tenía 1066 habitantes, una densidad poblacional de 446,6 hab./km², y 475 viviendas.